# Fritz Kiesler
Fritz Rudolf Kiesler (* 18. Mai 1906 in Peterswaldau; † 8. Juli 1993 in Berlin) war ein deutscher Bildhauer und Kunsthandwerker, der vor allem für seine Arbeiten in Holz bekannt ist. Seine Werke zeichnen sich durch eine Verbindung von Kunst und Kunsthandwerk aus, die zwischen Funktionalität und freier Gestaltung oszillieren.

## Leben
Kiesler erlernte von 1920 bis 1923 in Aussig den Beruf des Holzbildhauers unter Karl Rühr. Diese Ausbildung vermittelte ihm grundlegende Fertigkeiten in der kunsthandwerklichen Bearbeitung von Holz, beispielsweise für Wandverkleidungen oder Möbel. Nach Abschluss seiner Lehre zog er mit seinen Eltern nach Prag. Dort arbeitete er zunächst als Bildhauer in einer Möbelfabrik und später in verschiedenen Bildhauereiwerkstätten.
Von 1926 bis 1928 studierte Kiesler an der Dresdner Akademie für Kunstgewerbe in der Abteilung für Holzgestaltung unter Theodor Artur Winde. Während dieser Zeit war er auch Mitglied der „Arbeitsgemeinschaft Winde“ (1929–1933), die kunstgewerbliche Auftragsarbeiten umsetzte. Nach dem Studium ließ sich Kiesler in Berlin nieder und machte sich als Bildhauer und Kunsthandwerker selbstständig, insbesondere im Bereich des Kleinmöbelbaus.
1936 begann er eine Anstellung als Innenarchitekt bei den Deutschen Werkstätten Berlin, einem Zweig der Hellerauer Werkstätten. Dort war er für die Gestaltung von Möbeln und Innenräumen verantwortlich, einschließlich der Ausstattung öffentlicher Gebäude und privater Wohnungen. Während des Zweiten Weltkriegs war Kiesler laut eigenen Angaben mit der Gestaltung von Wehrmachtsunterkünften und dem Möbelverkauf an durch Luftangriffe Geschädigte beschäftigt.
Nach dem Krieg firmierte Kiesler ab 1948 als „Architekt und Bildhauer“ in Berlin-Lichterfelde-West. Seine Frau Tilla Kiesler leitete an derselben Adresse eine Galerie namens „Kunst im Handwerk“, die Werke zeitgenössischer Künstler wie Fritz Cremer, Käthe Kollwitz und Hans Uhlmann zeigte. Auch Kiesler präsentierte dort seine eigenen Arbeiten, die zwischen Gebrauchsgegenständen und freier Kunst angesiedelt waren. Von 1953 bis 1970 war er als Innenarchitekt beim Bezirksamt Steglitz angestellt.

## Werk
Fritz Rudolf Kiesler arbeitete ausschließlich mit Holz und schuf eine Vielzahl von Werken, die von kunstgewerblichen Objekten wie Schalen, Schatullen und Möbelstücken bis hin zu Reliefs reichten. Freiplastiken gehörten nicht zu seinem Œuvre. Seine Reliefs zeichnen sich durch eine minimalistische, abstrakte Formsprache aus, die oft geometrische Grundmuster und eine klare Trennung von Fläche und Linie betont. Diese Reliefs sind meist flach gearbeitet und in kleinem, quadratischem Format gehalten, wobei sie häufig einen ornamentalen Charakter aufweisen.
Kieslers Arbeiten changieren zwischen Kunsthandwerk und bildender Kunst. Viele seiner Reliefs dienten möglicherweise ursprünglich als dekorative Elemente für Türen oder Wandverkleidungen. Zugleich besitzen sie eine künstlerische Qualität, die ihre Betrachtung als autonome Kunstwerke rechtfertigt. Stilistisch erinnern sie an Werke des deutschen Konstruktivismus, wie er sich am Bauhaus oder in den Arbeiten von Karl Peter Röhl, Walter Dexel und Erich Buchholz manifestierte.
Besonders charakteristisch für Kieslers Reliefs ist die betonte Linearität, die sie fast wie Zeichnungen wirken lässt. Die präzise gearbeiteten Vertiefungen und feinen Stege erzeugen bei wechselnder Lichtführung faszinierende Effekte von Licht und Schatten. Diese visuelle Dynamik verbindet Kieslers Werke mit Strömungen der abstrakten Nachkriegsmoderne wie der Op-Art oder der kinetischen Kunst, die auf optische Täuschungen und intensive visuelle Reize abzielen.

## Rezeption und Nachlass
Elf von Kieslers Reliefs befinden sich in der Sammlung der Berlinischen Galerie. Weitere Arbeiten sind nur durch Fotografien oder Reproduktionen dokumentiert. Sein Werk steht exemplarisch für die Schnittstelle von Kunsthandwerk und moderner Kunst und zeigt eine einzigartige künstlerische Sprache, die die ästhetischen Strömungen seiner Zeit reflektiert.